# Депутатская группа (Албания, 1945—1947)
Депутатская группа (алб. Grupet e Deputetëve) — оппозиционные депутаты албанского Конституционного собрания—Народного собрания и их сторонники в 1945—1948. Выступали за демократическое устройство послевоенной Албании, против установления коммунистического режима и диктатуры Энвера Ходжи. Репрессированы органами госбезопасности, предстали перед показательными процессами, приговорены к смертной казни и длительным срокам заключения. В современной Албании считаются борцами за свободу и демократию, примером сопротивления тоталитаризму.

## Позиция
В ноябре 1944 коммунистическая НОАА вступила в Тирану. К власти пришла Компартия Албании (КПА) во главе с Энвером Ходжей. Началось установление тоталитарно-коммунистического режима. Однако первоначально соблюдались некоторые формально демократические нормы и процедуры. В основном это делалось по соображениям международного имиджа: решения Ялтинской конференции предполагали проведение свободных выборов.
2 декабря 1945 состоялись выборы в Конституционное собрание. В них участвовали только кандидаты от возглавляемого коммунистами Демократического фронта, большинство мест получили представители КПА. Однако несколько активных депутатов стояли на иных позициях. Они выступали за многопартийную демократию и частнопредпринимательскую экономику, против властной монополии КПА, политических репрессий, тотального огосударствления, подчинения албанской политики сталинскому СССР и титовской Югославии; ориентировались на англо-американских союзников по Антигитлеровской коалиции.
16 марта 1946 Конституционное собрание было преобразовано в Народное собрание Албании. Парламентская оппозиция в Конституционном собрании не пыталась организационно консолидироваться, не создавала единой фракции. Такие действия были бы немедленно объявлены «контрреволюционным заговором» с соответствующими карательными последствиями. Однако по принципиальным вопросам эти депутаты выступали и голосовали с общей позиции.

## Состав
Наиболее известными и активными членами Депутатской группы являлись:
- Риза Дани, чиновник, юрист
- Костандин Бошняку, экономист, финансист
- Шефкет Бейя, коммерсант
- Кола Прела, педагог, литератор
- Энвер Сазани, медик
- Селаудин Тото, физик, директор научного института
- Кол Кукяли, дипломатический и финансовый чиновник
- Ибрагим Карбунара, муфтий
- Ислам Радовицка, военный
- Ифран Маюни, служащий

всего около 20 депутатов. 
Члены Депутатской группы обладали серьёзным авторитетом среди избирателей, как в своих округах, так и в стране в целом. Они были признаны в интеллектуальной среде, известны за рубежом. Вокруг этих деятелей консолидировались активные группы поддержки. При этом большинство из них придерживались левых взглядов. Бошняку был первым албанским коммунистом, хотя не состоял в КПА. Национально-республиканский активист Дани участвовал в антиосманских восстаниях, движении Фана Ноли и антифашистской борьбе. Радовицка был партизанским командиром НОАА. Бейя — активным антифашистом. В то же время, они имели серьёзные расхождения с ходжаистами.

## Конфликт
Риза Дани критиковал политику КПА, активно полемизировал на заседаниях, занимая национал-демократическую позицию. Шефкет Бейя выступал с речами и публиковал статьи, в которых предлагал политическую систему демократии и рыночную экономику. Костандин Бошняку высказывался против экономической монополии государства, за сохранение частнопредпринимательской инициативы. Ибрагим Карбунара протестовал против репрессий в отношении мусульманских имамов и общин. Все члены Депутатской группы отстаивали плюрализм и гражданские свободы, осуждали политические преследования и фактическое подчинение КПА югославскому режиму (в частности, Бошняку активно выступал против плана объединения денежных систем албанского лека с югославским динаром). 
Под давлением властей депутаты голосовали за многие законопроекты КПА, даже когда не поддерживали их. Однако они выступали против чрезвычайных налогов, методов аграрной реформы, идеологизации образования, а главное — против коммунистического проекта Конституции, закреплявшего однопартийную диктатуру. Риза Дани называл проект «вращающимся вокруг идеологической, а не национальной оси». Он же внёс альтернативный список кандидатов в президиум Народного собрания.
Выступления Депутатской группы носили открытый характер и совершались в рамках действовавшего законодательства. Демонстративное же отклонение властями всех предложений оппозиции означало перевод конфликта в жёсткую стадию.
Правительство Ходжи приняло решение репрессировать Депутатскую группу. Поводом послужило антикоммунистическое Пострибское восстание в сентябре 1946. Никто из депутатов не имел к нему отношения, однако повстанцы придерживались идей, близких к позициям Ризы Дани. Это позволяло карательным органам сделать соответствующую увязку. Решение об арестах оппозиционных депутатов и их сторонников было согласовано на встрече Энвера Ходжи, министра внутренних дел Кочи Дзодзе и министра экономики Нако Спиру с послом СССР в Албании Дмитрием Чувахиным.

## Репрессирование

### Аресты
Политическое решение о расправе с парламентской оппозицией принимало Политбюро ЦК КПА. Инициатором выступил Энвер Ходжа. Директиву об аресте от 14 мая 1947 подписали первый секретарь ЦК Энвер Ходжа, командир 1-й дивизии госбезопасности Шефкет Печи, замминистра иностранных дел Хюсни Капо, министр экономики Нако Спиру. Решение было завизировано министром внутренних дел Кочи Дзодзе. Аресты производили органы Сигурими под руководством директора Нести Керенджи. Процедура лишения депутатской неприкосновенности — в ряде случаев задним числом, уже после ареста — осуществлялась с санкции председателя Народного собрания Юмера Дишницы и председателя президиума Омера Нишани.
11 октября 1946 были арестованы депутаты Риза Дани, Кола Прела, Зеф Хаджия, Хюсни Пейя — «первая группа» (при этом только 23 декабря 1946 была отменена их депутатская неприкосновенность). 15 мая 1947, на следующий день после директивы Ходжи-Печи-Капо-Спиру, под арестом оказались депутаты Костандин Бошняку, Шефкет Бейя, Селаудин Тото, Ислам Радовицка, Ибрагим Карбунара, Энвер Сазани, Кол Кукяли, Ифран Маюни, Фаик Шеху — «вторая группа». Наряду с депутатами, были арестованы известные общественные активисты — командир партизанского формирования Местан Уянику, предприниматель Рамазан Табаку, фармацевт Суло Коньяри, профессор Фото Баля, инженер Риза Ализоти, предприниматель Хюсен Шеху, учитель Тефик Дельялиси, юрист и торговец Абдюль Кокоши, профессиональный революционер Сюрья Селфо, журналист и коммунистический подпольщик Хасан Речи, коммерсант Рустем Шара, юрист Уан Филипи, учитель Джеват Джафа, крестьянин Рам Марку, ещё несколько человек.
К концу лета 1947 года оказались репрессированы примерно 20 % состава Конституционного собрания.

### Суды
Судебные процессы 4 сентября (над «второй группой») и 31 декабря 1947 (над «первой группой»). Заседания военного суда под председательством майора Нико Цеты проходили в тиранских кинотеатрах — соответственно, «17 ноября» и «Насиональ». Обвинительное заключение, сформулированные заместителем генпрокурора Иосифом Пашко содержало пять пунктов:
- создание подпольных антикоммунистических организаций
- создание подпольного ЦК во главе с Бейя
- помощь скрывающимся противникам режима
- связи с британской и американской миссиями (к тому времени покинувшими Албанию)
- организация Пострибского восстания

Обвинения носили политико-идеологический характер. Говорилось о планах «свержения Энвера Ходжи с помощью английской и американской миссий», о контактах Ризы Дани, Шефкета Бейи, Салаудина Тото, Кола Кукяли с главой британской военной миссии генералом Эдвардом Ходжсоном (апрель 1946), о встрече Ризы Дани и Фаика Шеху с командиром Балли Комбетар, будущим лидером Пострибского восстания Юпом Казази (июль 1946). Тефик Дельялиси говорил на суде о расчёте на англо-американское вмешательство как результат вооружённого выступления. Однако доказательств конкретных действий такого характера, выходящих за рамки теоретических обсуждений, приведено не было.
На следствии применялись избиения и пытки (под пытками погиб Кол Кукяли). Права на защиту подсудимые были практически лишены.

### Приговоры
Все подсудимые были признаны виновными. По процессу «первой группы» Ризы Дани осуждены 19 человек, из них 7 к смертной казни. По процессу «второй группы» Шефкета Бейя осуждены 24 человека, из них 16 к смертной казни. Смертные приговоры исполнялись через повешение либо расстрел. Казнь приговорённых по делу «второй группы» состоялась 10 октября 1947. Приговорённых по делу «первой группы» казнили с 7 февраля по 22 марта 1948.
Среди казнённых депутатов были Риза Дани, Шефкет Бейя, Кола Прела, Энвер Сазани, Селаудин Тото, Фаик Шеху, Ибрагим Карбунара, Ислам Радовицка, Ифран Маюни. Перед казнью шейха Карбунары на его глазах были убиты двое сыновей. Среди казнённых активистов — Рамазан Табаку, Риза Ализоти, Сюрья Селфо, Уан Филипи, Тефик Дельялиси, Абдюль Кокоши, Хасан Речи. Умер в тюрьме Местан Уянику.
В марте 1948 новая волна арестов обрушилась на «третью группу». В ней не было депутатов, однако все обвинялись в дружеских связях с ранее репрессированными: юрист Хаки Карапичи, фотограф Али Бакиу, врач-радиолог Ирфан Пустина, всего 12 человек. Военный трибунал под председательством капитана Абдюля Хакиу вынес четыре смертных приговора, остальные получили длительные сроки заключения.
Символично, что в ноябре 1947 года покончил с собой Нако Спиру — активный участник преследования Депутатской группы сам оказался под угрозой ареста из-за конфликта с Кочи Дзодзе. Кроме того, Спиру был единомышленником Бошняку в том, что касалось финансовой независимости Албании от Югославии.

### Изменения
Советско-югославский раскол 1948 года резко изменил политическую ситуацию в Албании. Энвер Ходжа поддержал Сталина в конфликте с Тито, титоистская Югославия превратилась в главного врага ходжаистской Албании. Был арестован, приговорён к смертной казни и в 1949 повешен как «титоист» бывший министр внутренних дел Кочи Дзодзе. Вскоре снят с должности директора Сигурими Нести Керенджи.
Часть политических процессов в связи с этим подверглась пересмотру. Выступления против союза с Югославией перестали быть преступлением. Некоторые политзаключённые были освобождены как «жертвы Дзодзе». В частности, вышел по амнистии Костандин Бошняку, приговорённый к пожизненному заключению по делу Депутатской группы. Другим осуждённым сократили сроки. Смертные приговоры по делу «третьей группы» были заменены на тюремные и впоследствии также сократились. Однако все ранее осуждённые оставались под жёстким надзором Сигурими, никто не был реабилитирован при правлении Энвера Ходжи.

## Значение
Дело Депутатской группы явилось важным рубежом карательной политики режима. Некоторые исследователи даже считают его «краеугольным камнем» ходжаистских репрессий.
После Специального суда в 1945 ещё могли сохраняться иллюзии — тогда репрессиям подверглись крайне правые противники КПА, иногда фашистских взглядов, сотрудничавшие с итальянскими и немецкими оккупантами, способные к вооружённому противостоянию. Но расправа над Депутатской группой наглядно продемонстрировала: власти не намерены терпеть никаких форм оппозиции, любой легальный протест будет подавляться вплоть до физического уничтожения. При этом ни заслуги в антифашистской борьбе, ни левые позиции, ни даже коммунистические взгляды не будут приниматься во внимание.
Примерно в то же время, в начале 1946 года, были репрессированы активисты общедемократической Группы сопротивления предпринимателя Сами Керибаши, Монархической группы юриста Кенана Дибры, Социал-демократической партии писательницы Мусины Кокалари. Бессудные казни февраля 1951 положили конец всякому легальному инакомыслию.

## Память
Реабилитация Депутатской группы наступила после падения коммунистического режима в Албании. Деятельность оппозиционных депутатов Конституционного собрания и их сторонников рассматривается как законное и мирное сопротивление тоталитарной диктатуре.
Масштабное юбилейное мероприятие в память Депутатской группы состоялись 10 октября 2017. Выступали, в частности, премьер-министр Албании Эди Рама от правящей Социалистической партии и лидер оппозиции Люльзим Баша от Демократической партии. Все ораторы отзывались о Депутатской группе с уважением, благодарностью и скорбью. (Интересно, что организатор юбилея — председатель Народного собрания Грамоз Ручи — был последним министром внутренних дел НСРА и по должности курировал Сигурими.)

Члены «Депутатской группы» были видными общественными деятелями своего времени, антифашистами, профессионалами, достойными политиками и уважаемыми людьми. Они хотели, чтобы Албания стала западной демократией. Это своё видение они пытались воплотить в жизнь. С беспримерным мужеством встретили они ужас начавшихся чисток. И за это были преданы смерти.

Они навсегда остались в памяти албанцев как «Депутатская группа». С этим именем вошли в историю. Они принесли великую жертву во имя свободы и демократии. Сегодня мы преклоняемся перед высшими ценностями в лице членов «Депутатской группы» и их соратников.

Гентьяна Сула, начальник Управления информации о документах бывшей Сигурими

К образам Депутатской группы обращаются участники политической борьбы в современной Албании. 10 октября 2020, в очередную годовщину казни, президент Илир Мета привёл их как пример демократической стойкости для массовых протестов против премьера Эди Рамы.